# Tunnel de Hakkōda
Le tunnel de Hakkōda (八甲田トンネル, Hakkōda tonneru) est un tunnel ferroviaire de 26,455 km de long ouvert le 4 décembre 2010. Il est situé au nord de la ligne Tōhoku Shinkansen au Japon.